# Skällinge
Skällinge is een plaats in de gemeente Varberg in het landschap Halland en de provincie Hallands län. De plaats heeft 616 inwoners (2005) en een oppervlakte van 68 hectare.